# Dana Chladek
Dana Chladek (n. 27 decembrie 1963, Děčín, Republica Socialistă Cehă, Cehoslovacia) este o caiacistă ce a reprezentat Statele Unite ale Americii, medaliată olimpică. A participat la 2 ediții ale Jocurilor Olimpice (1992, 1996) în care a câștigat o medalie de argint și o medalie de bronz.